# Carmem de Oliveira
Carmem Sousa de Oliveira Furtado (ur. 17 sierpnia 1965 w Sobradinho) – brazylijska lekkoatletka specjalizująca się w biegach długodystansowych. Złota i brązowa medalistka igrzysk panamerykańskich, sześciokrotna złota medalistka mistrzostw Ameryki Południowej, dwukrotna złota medalistka mistrzostw ibero-amerykańskich, dwukrotna mistrzyni kontynentu w biegach przełajowych, dwukrotna olimpijka (Barcelona, Atlanta).

## Przebieg kariery
W 1985 roku została dwukrotną srebrną medalistką rozgrywanych w Santiago mistrzostw Ameryki Południowej, krążki wywalczyła w konkurencjach biegu na 3000 i 10 000 m. Próbowała sił w mistrzostwach globu w biegach przełajowych w 1986 i 1987 roku, ale zakończyła swe starty na odległych miejscach. W 1989 roku w konkurencji biegu na 3000 m, jak również 10 000 m otrzymała dwa tytuły mistrzyni kontynentu. Dwa lata później ponownie zdobyła złote medale mistrzostw Ameryki Południowej w tych samych konkurencjach, a także sięgnęła po brązowy medal igrzysk panamerykańskich w biegu na 3000 m. Uczestniczyła w lekkoatletycznych mistrzostwach globu w Tokio, w ich ramach startowała w konkurencjach biegu na 3000 i 10 000 m, ale w obu startach odpadła w fazie eliminacji. W 1992 roku otrzymała jedyne w karierze dwa medale mistrzostw ibero-amerykańskich, oba złote.
Podczas rozgrywanych w Barcelonie igrzysk olimpijskich wystąpiła w konkurencji biegu na 10 000 m. Odpadła w eliminacjach, zajmując w grupie 19. miejsce z czasem 34:48,21.
W 1993 roku ponownie wystąpiła na mistrzostwach świata, w konkurencji biegu na 10 000 m awansowała do finału, w klasyfikacji końcowej którego znalazła się na 11. miejscu. Dwa lata później w tej samej konkurencji została złotą medalistką igrzysk obu Ameryk, których gospodarzem było argentyńskie miasto Mar del Plata. W ramach igrzysk olimpijskich w Atlancie startowała w konkursie maratonu, którego nie zdołała ukończyć.

## Osiągnięcia
| Rok     | Zawody                                                 | Miasto        | Miejsce | Konkurencja      | Wynik    |
| ------- | ------------------------------------------------------ | ------------- | ------- | ---------------- | -------- |
| 1985    | Mistrzostwa Ameryki Południowej                        | Santiago      | srebro  | bieg na 3000 m   | 9:30,37  |
| 1985    | Mistrzostwa Ameryki Południowej                        | Santiago      | srebro  | bieg na 10 000 m | 34:47,02 |
| 1986    | Mistrzostwa świata w biegach przełajowych              | Neuchâtel     | 52.     | kobiety, ind.    | 15:58    |
| 1987    | Mistrzostwa świata w biegach przełajowych              | Warszawa      | 88.     | kobiety, ind.    | 18:18    |
| 1989    | Mistrzostwa Ameryki Południowej                        | Medellín      | złoto   | bieg na 3000 m   | 9:22,58  |
| 1989    | Mistrzostwa Ameryki Południowej                        | Medellín      | złoto   | bieg na 10 000 m | 35:08,5h |
| 1989    | Puchar Świata                                          | Barcelona     | 6.      | bieg na 10 000 m | 33:05,99 |
| 1991    | Mistrzostwa Ameryki Południowej                        | Manaus        | złoto   | bieg na 3000 m   | 9:17,50  |
| 1991    | Mistrzostwa Ameryki Południowej                        | Manaus        | złoto   | bieg na 10 000 m | 33:27,85 |
| 1991    | Igrzyska panamerykańskie                               | Hawana        | brąz    | bieg na 3000 m   | 9:19,18  |
| 1991    | Mistrzostwa świata                                     | Tokio         | 7. H    | bieg na 3000 m   | 9:09,71  |
| 1991    | Mistrzostwa świata                                     | Tokio         | 17. H   | bieg na 10 000 m | 32:36,44 |
| 1992    | Mistrzostwa Ameryki Południowej w biegach przełajowych | São Paulo     | złoto   | kobiety          | 20:34    |
| 1992    | Mistrzostwa świata w biegach przełajowych              | Boston        | 86.     | kobiety, ind.    | 23:07    |
| 1992    | Mistrzostwa ibero-amerykańskie                         | Sewilla       | złoto   | bieg na 3000 m   | 9:20,83  |
| 1992    | Mistrzostwa ibero-amerykańskie                         | Sewilla       | złoto   | bieg na 10 000 m | 33:21,00 |
| 1992    | Igrzyska olimpijskie                                   | Barcelona     | 19. H   | bieg na 10 000 m | 34:48,21 |
| 1993    | Mistrzostwa Ameryki Południowej                        | Lima          | złoto   | bieg na 10 000 m | 33:49,8h |
| 1993    | Mistrzostwa świata                                     | Stuttgart     | 11.     | bieg na 10 000 m | 31:47,76 |
| 1994    | Mistrzostwa Ameryki Południowej w biegach przełajowych | Manaus        | złoto   | kobiety, ind.    | 21:57    |
| 1994    | Mistrzostwa świata w półmaratonie                      | Oslo          | 34.     | półmaraton       | 1:13:33  |
| 1995    | Igrzyska panamerykańskie                               | Mar del Plata | złoto   | bieg na 10 000 m | 33:10,19 |
| 1995    | Mistrzostwa Ameryki Południowej                        | Manaus        | złoto   | bieg na 10 000 m | 33:55,84 |
| 1996    | Igrzyska olimpijskie                                   | Atlanta       | DNF     | maraton          | N/A      |
| Źródło: |                                                        |               |         |                  |          |

Jest też ośmiokrotną mistrzynią Brazylii, w latach 1987-1996 te tytuły wywalczyła w konkurencjach biegu na 1500, 3000 i 10 000 m.

## Rekordy życiowe
- bieg na 3000 m – 9:09,48 (7 lipca 1990, Formia)
- bieg na 5000 m – 15:22,01 (31 lipca 1993, Hechtel)
- bieg na 10 000 m – 31:47,76 (21 sierpnia 1993, Stuttgart)
- bieg na 5 km – 15:39 (6 czerwca 1992, Albany)
- bieg na 10 km – 32:03 (4 czerwca 1994, Nowy Jork)
- półmaraton – 1:13:33 (24 września 1994, Oslo)
- maraton – 2:29:34 (10 marca 1996, Nagoya)

Źródło: 